# Marc T. Arnold
Marc Tyler Arnold (New York, 20 novembre 1992) è uno scacchista statunitense.
Ha ottenuto la terza norma di Grande maestro in agosto 2012, durante il World Open di Filadelfia. Il titolo è stato ratificato dalla FIDE in novembre dello stesso anno.
Ottenne il primo successo nel 2000, quando vinse il US National School 2nd-Grade Championship di Orlando in Florida, mezzo punto davanti a Ray Robson. In agosto 2003 vinse la sua prima partita contro un GM, il sei volte vincitore del campionato USA Walter Brown, al US Open di Los Angeles.
Ha vinto due volte, nel 2007 a Tampa e nel 2012 a Saint Louis, "US Junior Chess Championship" (under-20).
Tra i suoi istruttori vi sono stati William Lombardy, Joel Benjamin, John Fedorowicz e Yuri Shulman.
Ha ottenuto un B.A. alla Columbia Grammar & Preparatory School di New York. Attualmente (2014) è iscritto all'Università dell'Indiana.
Il suo rating FIDE di novembre 2014 è di 2524 punti Elo.